# Черток Борис Овсійович
Борис Овсійович Черток (рос. Борис Евсеевич Черток; 1 березня 1912, Лодзь — 14 грудня 2011, Москва) — радянський учений-конструктор, соратник Сергія Корольова, академік РАН, доктор технічних наук.

## Біографія
Борис Овсійович Черток народився 1 березня 1912 року в місті Лодзі (тапер Польща, тоді Російська імперія) в єврейській сім'ї службовців. Батько, Черток Овсій Менасійович, працював рахівником в текстильній промисловості. Мати, Явчуновська Софія Борисівна, була фельдшером-акушеркою. У 1914 році напередодні першої світової війни батьки Бориса повернулися в Москву.
У 1929 році Борис Черток закінчив школу-дев'ятирічку і почав трудову діяльність електромонтером на Краснопресненському силікатному заводі. Ще в школі він захопився радіо- і електротехнікою, а в 1928 році журнал «Радіо всім» опублікував опис розробленого ним універсального лампового приймача.
В кінці 1930 року Борис Черток перейшов на завод № 22 (згодом завод імені Горбунова), який на той час був найбільшим в СРСР авіаційним підприємством. Тут він працював електромонтером з промислового обладнання, у 1930—1933 роках — електрорадіомонтером з обладнання літаків, в 1933—1935 роках — радіотехніком з літакового радіоустаткування, в 1935—1937 роках — начальником конструкторської групи ОКБ, в 1937—1938 роках — начальником конструкторської бригади з літакового устаткування й озброєння.
У ці роки Борис Черток розробив автоматичний електронний бомбоскидач, який пройшов випробування. У 1936—1937 роках, не маючи закінченої вищої освіти, Черток був призначений головним інженером з електроустаткування літаків полярних експедицій. Він брав участь у підготовці літаків експедиції групи Водоп'янова на Північний полюс і літака Леваневського для трансполярного перельоту Москва — США.
У 1934—1940 роки Борис Черток навчався в Московському енергетичному інституті. Темою його дипломного проєкту була розробка системи електрообладнання важкого літака на змінному струмі підвищеної частоти. Ця робота була першою серйозною спробою запровадити нову систему змінного струму в авіацію, але з початком війни вона була припинена.
З 1940 по 1945 рік Борис Черток працював в ОКБ Віктора Болховітінова на заводі № 84, потім на заводі № 293 та в НДІ-1 НКАП (Науково-дослідному інституті Народного комісаріату авіаційної промисловості), де згодом був призначений начальником відділу електро- і спецобладнання, автоматики та управління.
Під час Німецько-радянської війни Борис Черток розробляв автоматику управління озброєнням літаків і запалювання рідинними ракетними двигунами. Ним також була створена система управління і електричного запалювання рідинних ракетних двигунів, яка використовувалася у першому польоті ракетного літака БИ-1, здійсненому в 1942 році.
У 1945—1947 роках Борис Черток був відряджений до Німеччини, де керував роботою групи радянських фахівців з вивчення ракетної техніки. Разом з Олексієм Ісаєвим він організував у радянській окупаційній зоні (у Тюрингії) спільний радянсько-німецький ракетний інститут «Рабе», який займався вивченням і розвитком техніки управління балістичними ракетами дальньої дії. На базі інституту в 1946 році був створений новий інститут — «Нордхаузен», головним інженером якого був призначений Сергій Корольов.
У серпні 1946 року Борис Черток був переведений на посаду заступника головного інженера та начальника відділу систем управління НДІ-88.
Він брав участь у вивченні, складанні і перших пусках трофейних ракет Фау-2, потім у розробці, виробництві та випробуваннях їхнього радянського аналога Р-1, а слідом за цим і всіх наступних радянських бойових ракет. У 1950 році Черток перейшов на роботу в ОКБ-1 (Конструкторське бюро Сергія Корольова, з 1994 року — Ракетно-космічна корпорація (РКК) «Енергія» імені С. П. Корольова) заступником начальника відділу № 5 (відділ систем управління), начальником якого в той період був Михайло Янгель.
У 1974 році Борис Черток став заступником генерального конструктора з систем управління. На цій посаді він пропрацював до 1992 року, з 1993 року був головним науковим консультантом генерального конструктора РКК «Енергія» імені С. Корольова.
Борис Черток брав участь у розробці та здачі на озброєння перших радянських балістичних ракет дальньої дії, створенні та запусках висотних геофізичних ракет, космічних ракет-носіїв, перших штучних супутників Землі, наукових супутників «Електрон», автоматичних міжпланетних станцій для польотів до Місяця, Марса, Венери, супутників зв'язку «Блискавка-1», фотоспостереження «Зеніт», проєктуванні і створенні перших космічних кораблів, на одному з яких здійснив політ перший космонавт планети Юрій Гагарін.
Борис Черток був конструктором в області розробки і створення бортових комплексів управління та електричних систем виробів ракетно-космічної техніки. Ним створена наукова школа у сфері проєктування, виготовлення, випробувань і застосування бортових систем управління та електричних систем для ракетних комплексів, ракетно-космічних комплексів і систем.
У 1968 році Борис Черток був обраний членом-кореспондентом Академії наук СРСР по відділенню механіки і процесів управління, в 2000 році — дійсним членом Російської академії наук, у 1990 році — дійсним членом Міжнародної академії астронавтики. Борис Черток є почесним членом Російської академії космонавтики та членом Міжнародної академії інформатизації.
Більше 50 років Черток вів педагогічну роботу. Він читав лекції студентам Московського фізико-технічного інституту та Московського державного технічного університету імені Н. Е. Баумана.
Борис Черток помер 14 грудня 2011 року в Москві.

## Публікації
Борис Черток — автор і співавтор понад 200 наукових праць, у тому числі ряду монографій, більшість з яких довгі роки були зесекречені
В останні роки Борис Черток брав участь у видавничій діяльності. Вчений написав чотиритомні спогади «Ракети і люди», видані в РФ і за кордоном.
- Черток Б. Е. Ракеты и люди. — 2-е изд. — Москва : Машиностроение, 1999. — 416 с. — 1 300 прим. — ISBN 5-217-02934-Х.
- Черток Б. Е. Ракеты и люди. Фили — Подлипки — Тюратам. — 2-е изд. — Москва : Машиностроение, 1999. — 448 с. — 1 300 прим. — ISBN 5-217-02935-8.
- Черток Б. Е. Ракеты и люди. Горячие дни холодной войны. — 2-е изд. — Москва : Машиностроение, 1999. — 448 с. — 1 300 прим. — ISBN 5-217-02936-6.
- Черток Б. Е. Ракеты и люди. Лунная гонка. — Москва : Машиностроение, 1999. — 538 с. — 5 027 прим. — ISBN 5-217-02942-0.

### Деякі з відкритих робіт
- Методы повышения надежности управления движением космических аппаратов (1977)
- Опыт проектирования и разработки систем исполнительных органов для долговременных орбитальных станций (1986)
- Цифровой электрогидродинамический привод ракеты «Энергия» (1990)

### Книги англійською
- Boris Chertok (author), Asif Siddiqi (editor). Rockets and People [Архівовано 26 травня 2012 у Wayback Machine.], 2005. ISBN 0-16-073239-5. Published by NASA.
- Boris Chertok (author). Rockets and People, Volume 2: Creating a Rocket Industry [Архівовано 2 червня 2013 у Wayback Machine.], 2006. ISBN 0-16-076672-9. Published by NASA.
- Boris Chertok (author). Rockets and People, Volume 3: Hot Days of the Cold War [Архівовано 19 січня 2012 у Wayback Machine.], 2009. ISBN 0-16-081733-1. Published by NASA.

## Відзнаки
Борис Черток був удостоєний звання Героя Соціалістичної Праці (1961). Йому присуджені Ленінська і Державна премії СРСР (1957, 1976). Він нагороджений двома орденами Леніна (1956, 1961), орденами Жовтневої Революції (1971), Трудового Червоного Прапора (1975), Червоної Зірки (1945), «За заслуги перед Вітчизною» IV ступеня (1996), медаллю «За оборону Москви» (1944), а також золотими медалями РАН імені Б. М. Петрова (1992) та імені С. П. Корольова (2008).
У 2010 році Борис Черток була присуджена Міжнародна премія Андрія Первозванного «За віру та вірність».
На його честь названо астероїд 6358 Черток.